# Decor (film)
Pour les articles homonymes, voir Decor.
Pour plus de détails, voir Fiche technique et Distribution.
Decor  est un film dramatique égyptien  réalisé par Ahmad Abdalla et sorti en 2014. 

## Fiche technique
- Titre original :
- Titre français : Decor
- Réalisation : Ahmad Abdalla
- Scénario : Mohamed Diab, Sheren Diab
- Photographie : Tarek Hefny
- Montage : Sara Abdallah
- Musique : Khaled Al Kammar
- Pays d'origine : Égypte
- Langue originale : arabe
- Format : couleur
- Genre : dramatique
- Durée : 105 minutes
- Dates de sortie :
  - Égypte : 18 septembre 2014

## Distribution
- Kal Naga : Cherif (comme Khaled Abol Naga)
- Maged El-Kidwani : Mustapha
- Houria Farghally : Maha (comme Horeya Farghaly)
- Samar Morsi : Self
- Mahmoud Hamdy : Maha's brother
- Ahmad Sabry Ghobashy : Photographer assistant
- Mona El Shimi : Sahar